# Човек на всички времена
„Човек на всички времена“ (на английски: A Man for All Seasons) е британски игрален филм – историческа драма, излязъл по екраните през 1966 година, режисиран от Фред Зинеман с участието на Пол Скофийлд, Лио Маккърн, Орсън Уелс и Робърт Шоу. Сценарият на Робърт Болт е по негова едноименна пиеса, поставяна с голям успех няколко години по-рано на сцените на лондонския Уест Енд, както и на Бродуей, отново с участието на Пол Скофийлд в главната роля. Авторитетното списание Empire включва филма в списъка си „500 най-велики филма за всички времена“. Подобно на театралните постановки на пиесата, филмът се превръща в голям успех, както в художествен, така и във финансов смисъл. „Човек на всички времена“ е големия победител на 39-ата церемония по връчване на наградите „Оскар“, където е номиниран за отличието в 8 категории, от които печели шест статуетки, включително за най-добър филм, най-добър режисьор и най-добра главна мъжка роля за изключителното изпълнение на Пол Скофийлд. Произведението донася и седем награди БАФТА, както и четири награди „Златен глобус“.

## Сюжет
В центъра на историята е британският средновековен юрист, писател и държавник сър Томас Мор, който отказва да подкрепи разтрогването на брака на английския крал Хенри VIII, както и провъзгласяването му за глава на църквата в Англия.

## В ролите
| Актьор             | Роля                |
| ------------------ | ------------------- |
| Пол Скофийлд       | сър Томас Мор       |
| Лио Маккърн        | Томас Кромуел       |
| Уенди Хилър        | Алис Мор            |
| Орсън Уелс         | кардинал Улси       |
| Робърт Шоу         | Хенри VIII          |
| Сузана Йорк        | Маргарет Мор        |
| Найджъл Дейвънпорт | херцогът на Норфолк |
| Джон Хърт          | Ричард Рич          |
| Колин Блейкли      | Матю                |
| Ванеса Редгрейв    | Ан Болейн           |

## Любопитни факти
- Първоначално главната роля е предложена на Ричард Бъртън но той отхвърля предложението. Също така продуцентите са желали сър Лорънс Оливие за ролята на Томас Мор и Алек Гинес за ролята на кардинал Улси но режисьорът Зинеман настоява ролите да се дадат съответно на Пол Скофийлд и Орсън Уелс.[5]

- За да се запази бюджетът на продукцията в рамките на поставения лимит от 2 000 000 долара, изпълнителите приемат намаляване на заплащането си. Единствените актьори, които получават хонорар над 10 000 британски паунда са Пол Скофийлд, Орсън Уелс и Сузана Йорк.[5]

- Джон Хърт изпълнява първата си по-главна роля в своята кариера, за което получава хонорар от 3000 паунда.[5]

- Пол Скофийлд и Лио Маккърн изпълняват същите роли и в бродуейската постановка на едноименната пиеса, играла се с голям успех в продължение на 20 седмици. В по-голямата част от представленията, в ролята на дъщерята Маргарет Мор е дебютиращата в тези години Фей Дънауей.[5]

## Награди и Номинации
Награди на Американската Филмова Академия „Оскар“ (САЩ):
- Награда за най-добър филм
- Награда за най-добър режисьор за Фред Зинеман
- Награда за най-добър адаптиран сценарий за Робърт Болт
- Награда за най-добра кинематография за Тед Мур
- Награда за най-добър актьор в главна роля за Пол Скофийлд
- Награда за най-добър дизайн на костюми

- Номинация за най-добър актьор в поддържаща роля за Робърт Шоу
- Номинация за най-добра актриса в поддържаща роля за Уенди Хилър

Награди „Златен глобус“ (САЩ):
- Награда за най-добър филм
- Награда за най-добър режисьор за Фред Зинеман
- Награда за най-добър сценарий за Робърт Болт
- Награда за най-добър актьор в главна роля за Пол Скофийлд

- Номинация за най-добър актьор в поддържаща роля за Робърт Шоу